# Toyo Tire & Rubber Company

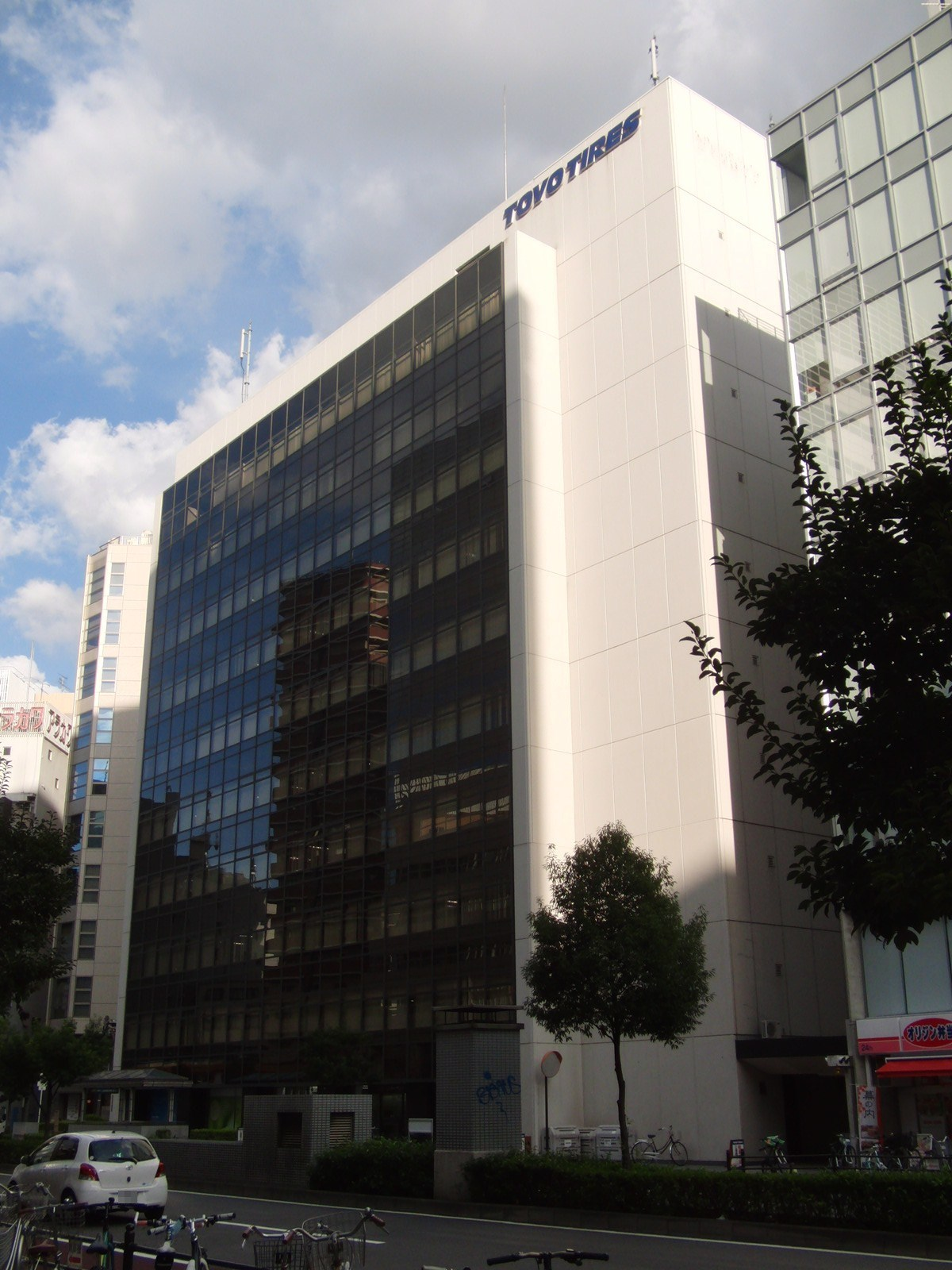
Hoofdkantoor van Toyo

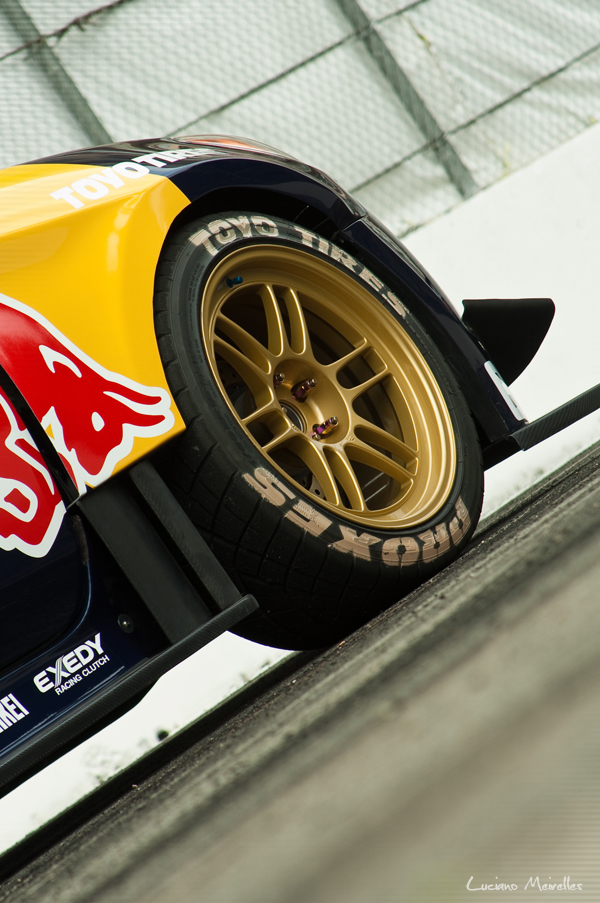
Band van Toyo

Toyo Tire & Rubber Company (Japans: 東洋ゴム工業株式会社, Tōyō gomu kōgyo kabushiki gaisha) is een Japanse bandenproducent die in 1945 gesticht werd. De hoofdzetel bevindt zich in Nishi-ku (Osaka). Het bedrijf is gespecialiseerd in racebanden maar maakt ook meer en meer gewone banden.

## Autosport
Toyo is sponsor en vaste bandenleverancier van de volgende raceklassen:
- SCCA Club Racing
- NASA (National Auto Sport Association)
- NDRA
- WSORR
- Formule D
- SCCA
- SCORE
- CORR
- UFC
- BEST Of The Dessert

Toyo is tevens de vaste bandenleverancier van de DNRT en produceert ook dragracebanden.